# Engelbrekt Engelbrektsson

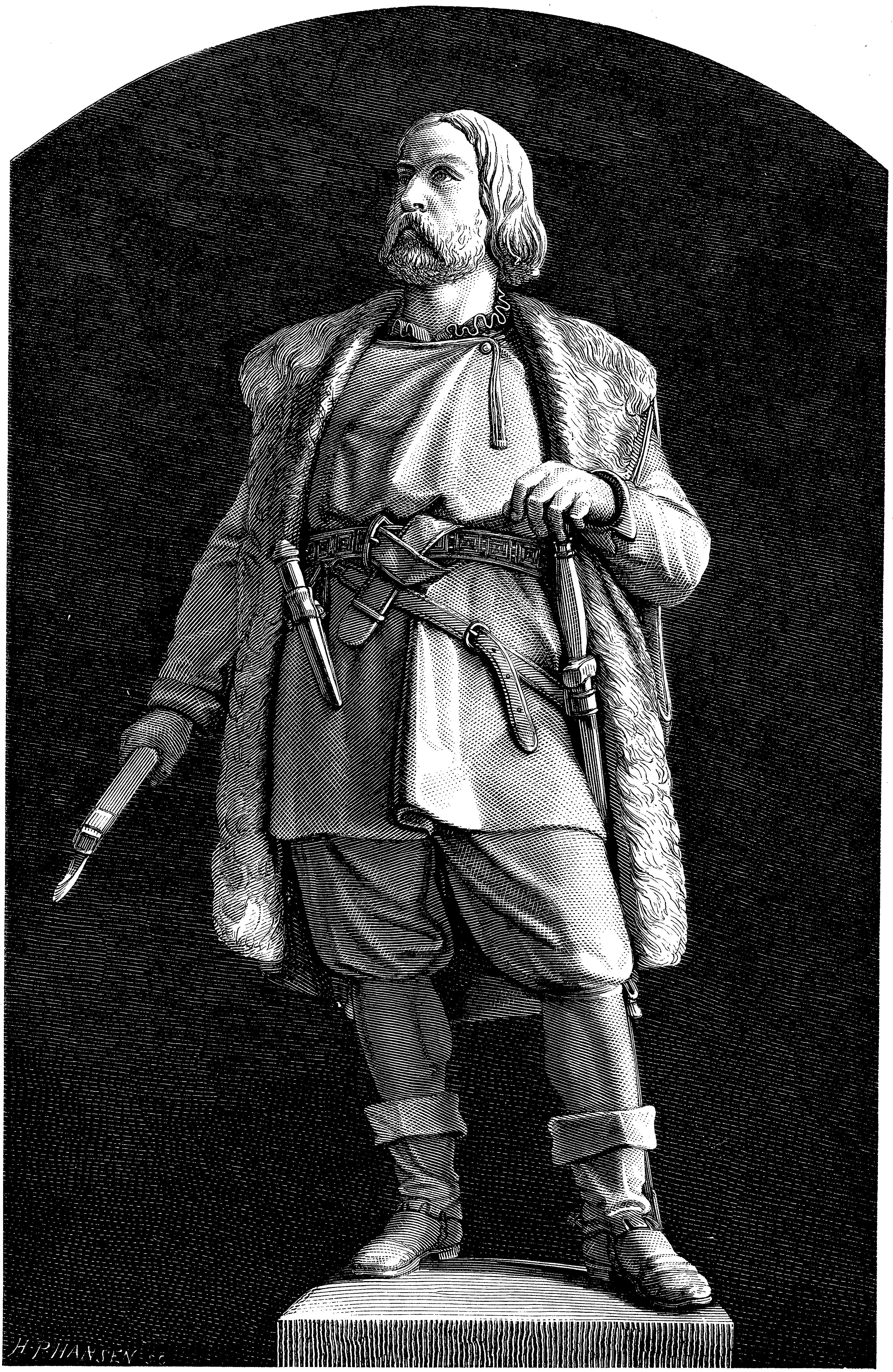
Engelbrekt Engelbrektsson

Engelbrekt Engelbrektsson (Enlikobenning bij Norberg, 1390 – Hjälmarmeer, 4 mei 1436) was een Zweeds rebellenleider en later staatsman. Hij was de aanvoerder van de Engelbrekt-opstand die gericht was tegen Erik VII van Pommeren, koning van de Kalmarunie.

## Zijn leven
Engelbrekts familie was waarschijnlijk van Duitse oorsprong, die al drie generaties woonde in Zweden. Engelbrekts vader was de eerste van zijn familie die in de adelstand verheven werd.
Engelbrekt zelf was een eigenaar van een mijn in Dalarna, Midden-Zweden. Door de doorlopende oorlogen van de Denen met Sleeswijk, Holstein en Pommeren werd de export van Zweedse goederen (vooral het ijzer) danig verstoord. Ook het optreden van de lokale, Deense rentmeesters en de hoge belastingen leidden tezamen toch grote onrust en afkeer. Hij begon met de hulp van de plaatselijke mijnwerkers en boeren een opstand die zich al snel uitbreidde over de rest van het land. Deze opstand werd ook door de adel en clerus gesteund.
In 1435, toen het grootste deel van Zweden door hem en zijn rebellen gecontroleerd werd, werd Engelbrekt aangesteld als commandant van de nationale legers tijdens een statenvergadering in Arboga, wat vaak beschouwd wordt als de eerste statenvergadering in Zweden. Later bleek hij echter niet in staat om de Zweedse adel te weerstaan, die de opstand wilden uitbuiten, waarna hij enigszins naar de achtergrond werd geschoven. 

### Overlijden
Op 4 mei 1436 werd Engelbrekt vermoord op een schiereiland in het Hjälmarmeer door ridders van de aristocraat Måns Bengtsson, die leefde in het nabijgelegen kasteel Göksholm.
Hij werd begraven in Örebro en zijn graf werd een bedevaartsplaats voor de bevolking van Midden-Zweden. Ook werd Engelbrekt herdacht met een gedicht dat door de bisschop Simonsson van Strängnäs werd geschreven. Het is een van de bekendste middeleeuwse gedichten uit de Zweedse literatuur. “Het vrijheidslied” werd aan alle schoolkinderen (tot in de jaren 60 van de 20e eeuw) geleerd en leerde hun, dat vrijheid het meest waardevolle op aarde was.
"Frihet är det bästa ting
som sökas kan all världen kring,
den frihet rätt kan bära.
Vill du vara dig själver huld
så älska frihet mer än guld
ty frihet följer ära."
(Vrijheid is het meest waardevolle op aarde. Wanneer je eerlijk wilt zijn tegenover jezelf, moet je meer waarde hechten aan vrijheid dan aan goud, want met vrijheid komt overwinning.)

## Visie
Engelbrekt Engelbrektsson wordt beschouwd als een van de grote helden van de Zweedse geschiedenis en zijn opstand wordt gezien als het begin van de bewustwording van het Zweedse volk, wat zijn triomf vond in de overwinning van Gustaaf I van Zweden 1523. 

## Publicaties
In 1901 schreef August Strindberg een historisch toneelstuk over Engelbrekt.
In een publicatie van Peter Weiss uit 1978, 'Die Ästhethik des Widerstands, worden parallellen gelegd tussen Engelbrekts opstand en latere opstanden.